# Whenever You're Near Me
«Whenever You're Near Me» (en español: Siempre que estés cerca de mí) es un canción del grupo sueco Ace of Base. Fue publicada el 6 de octubre de 1998 como el segundo sencillo de su tercer disco: Cruel Summer.

## Historia
La versión original de la canción, "Life Is a Flower", fue un gran éxito en Europa y Japón. La letra fue reescrita por el compositor de canciones Mike Chapman y la canción fue lanzada a las estaciones de radio de América del Norte y del Sur.

### Popularidad
Esta versión de "Life Is a Flower" alcanzó el puesto 51 en Canadá y el 76 en los Estados Unidos; fue el último éxito de la banda en las listas de éxitos en ambos países.

## Crítica
Larry Flick de la revista Billboard escribió: «la canción muestra a Ace Of Base revisando el sonido pop/reggae más familiar que convirtió al grupo en uno de los 40 favoritos». Señaló que la pista «se basa en un sonido rentable en lugar de imitarlo. La canción tiene un arreglo decididamente más complejo, que está plagado de alegres percusiones caribeñas y una dulce pizca de interacción de guitarra acústica y sintetizador. Las voces de Jenny y Linn son notablemente más restringidas aquí que en los sencillos anteriores, lo que permite que la melodía y el coro hagan su magia contagiosa sin excesos vocales. Absolutamente irresistible, este lindo sencillo debería saturar las ondas de radio en segundos».
Gary Shipes de The Stuart News señaló en su reseña que «Whenever You're Near Me» y «Adventures in Paradise» son producciones pop prístinas dignas de ABBA y de los dulces años 1980 de Trevor Horn para Buggles, Dollar y Frankie Goes to Hollywood.